# Fida Mohammad Khan
Pour les articles homonymes, voir Khan (homonymie).
Fida Mohammad Khan, ou plus simplement Fida Khan (en ourdou : فدا محمد خان), né le 24 novembre 1919 à Peshawar, et mort le 20 décembre 2007 à Peshawar, est un économiste, avocat et homme politique pakistanais.
Fida Mohammad Khan a été gouverneur de la province de la Frontière-du-Nord-Ouest de 1986 à 1988, sous le régime du président Muhammad Zia-ul-Haq, puis a fondé la Ligue musulmane du Pakistan (N) en 1988 et en a été chef jusqu'en 1993, avant de céder la place au secrétaire général Nawaz Sharif.

## Biographie

### Étude et carrière professionnelle
Né le 24 novembre 1919 à Peshawar, dans la province de la Frontière-du-Nord-Ouest, Fida Mohammad Khan est un Pachtoune. Il est diplômé de l’Edwards College à Peshawar et de l’Aligarh Muslim.

### Carrière politique
Fida Khan joue un rôle politique au moment de la Partition des Indes, et également dans le développement de la Ligue musulmane. Il était en outre un proche de Muhammad Ali Jinnah.
Influent dans sa province natale, il est gouverneur de la province de la Frontière-du-Nord-Ouest de 1986 à 1988, sous le régime du président Muhammad Zia-ul-Haq.
Après la fin du régime de Zia et à l'approche des élections législatives de 1988, et alors que la Ligue musulmane est divisée, Fida Mohammad Khan fonde, le 16 novembre 1988, la Ligue musulmane du Pakistan (N) dont Nawaz Sharif devient alors le secrétaire général. Son parti remporte ses premières élections en 1990, et Nawaz Sharif devient Premier ministre. À l'occasion d'élections anticipées en 1993, Fida Khan démissionne et se met en retraite de la vie politique, laissant la place à Nawaz Sharif.
Il meurt le 20 décembre 2007, à l'âge de 88 ans.